# Ernst Konstantin (Hessen-Philippsthal)

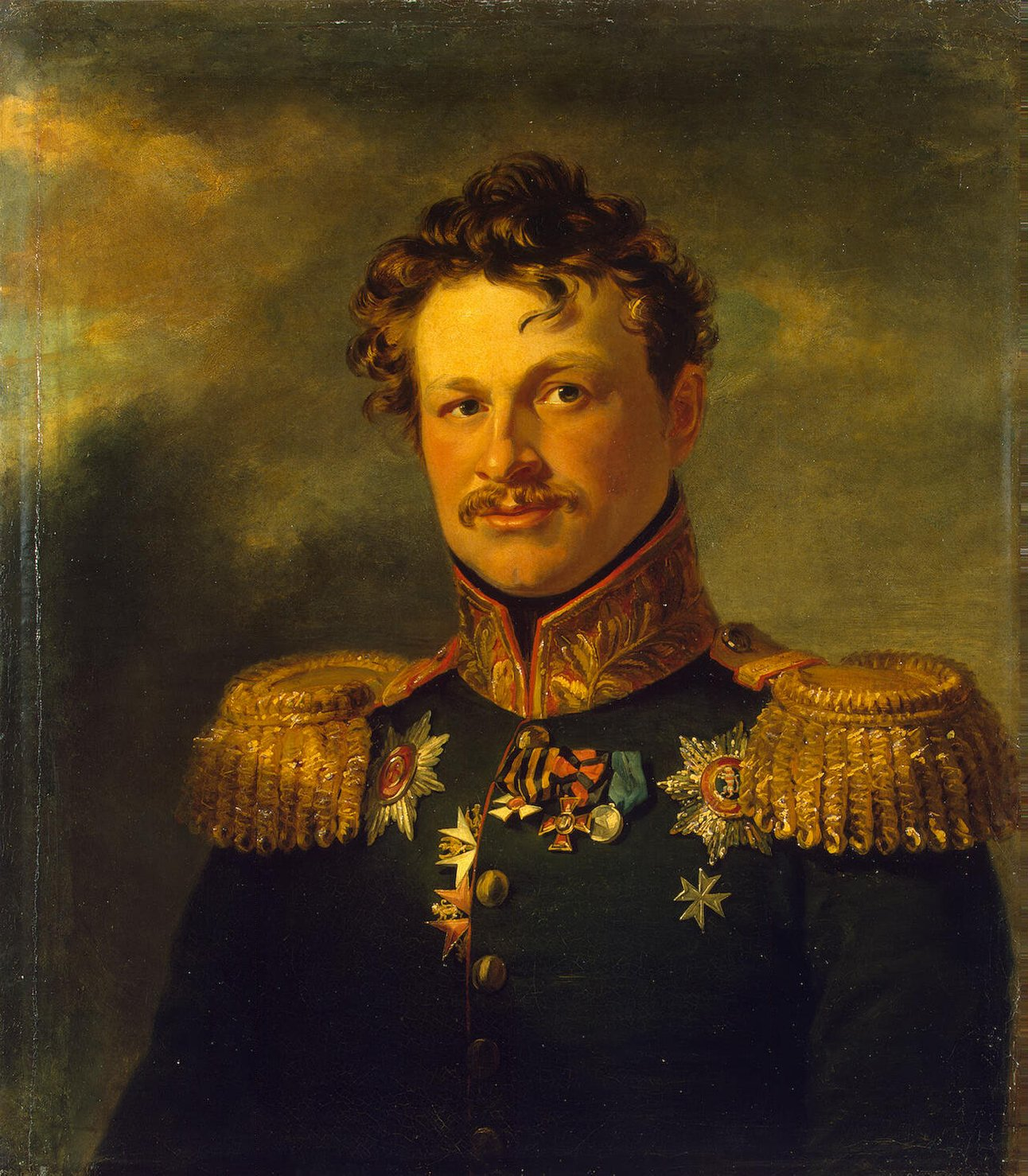
Ernst Konstantin

Ernst Konstantin von Hessen-Philippsthal (* 8. August 1771 in Philippsthal; † 25. Dezember 1849 in Meiningen) aus dem Haus Hessen war paragierter Landgraf von Hessen-Philippsthal.

## Leben
Ernst Konstantin war der jüngste Sohn des paragierten Landgrafen Wilhelm von Hessen-Philippsthal (1726–1810) aus dessen Ehe mit Ulrike Eleonore (1732–1795), Tochter des Titular-Landgrafen Wilhelm von Hessen-Philippsthal-Barchfeld.
Bis 1796 stand er als Offizier in holländischen Diensten. 1797 erwarb er die Porzellanmanufaktur in Volkstedt, die er zwei Jahre später wieder verkaufte.
Im Jahr 1808 wurde er Großkammerherr des Königs von Westphalen, Jérôme Bonaparte. Nach dem Ende des Königreichs Westphalen 1813 und der Restaurierung Kurhessens und des Paragiums Hessen-Philippsthal folgte Ernst Konstantin im Jahre 1816 seinem Bruder Ludwig als Landgraf von Hessen-Philippsthal. Er trat wieder in holländische Dienste, wo er zum General ernannt wurde.
Ernst Konstantin war Mitglied des Bundes der Freimaurer.

## Nachkommen
Ernst Konstantin heiratete in erster Ehe am 10. April 1796 in Rudolstadt Luise (1775–1808), Tochter des Fürsten Friedrich Carl von Schwarzburg-Rudolstadt (1736–1793), mit der er folgende Kinder hatte:
- Friedrich Wilhelm (*/† 1797)
- Ferdinand (1799–1837)
- Georg Gustav (1801–1802)
- Karl II. (1803–1868), paragierter Landgraf von Hessen-Philippsthal, ⚭ 1845 Marie von Württemberg (1818–1888)
- Franz (1805–1861), Freiherr von Falkener 1841, ⚭ 1841 (morg.) Maria Katharina Kohlmann (1819–1904)

Ernst Konstantins zweite Ehefrau wurde am 17. Februar 1812 in Kassel seine Nichte Caroline (1793–1872), Tochter des Prinzen Karl von Hessen-Philippsthal. Aus seiner zweiten Ehe hatte er folgende Kinder:
- Viktoria (1812–1837)
- Wilhelm Eduard (1817–1819).

## Einzelnachweis
1. ↑  E. Lennhoff/O. Posner/D. A. Binder: Internationales Freimaurer Lexikon. München: Herbig 2006, S. 319.

| Vorgänger | Amt                                                    | Nachfolger |
| --------- | ------------------------------------------------------ | ---------- |
| Ludwig    | Paragierter Landgraf von Hessen-Philippsthal 1816–1849 | Karl II.   |

| Personendaten    | Personendaten                             |
| ---------------- | ----------------------------------------- |
| NAME             | Ernst Konstantin                          |
| ALTERNATIVNAMEN  | Hessen-Philippsthal, Ernst Konstantin von |
| KURZBESCHREIBUNG | Landgraf von Hessen-Philippsthal          |
| GEBURTSDATUM     | 8. August 1771                            |
| GEBURTSORT       | Philippsthal (Werra)                      |
| STERBEDATUM      | 25. Dezember 1849                         |
| STERBEORT        | Meiningen                                 |